# Konferencja Rektorów Polskich Uczelni Technicznych
Konferencja Rektorów Polskich Uczelni Technicznych (KRPUT) jest autonomicznym zgromadzeniem zrzeszającym 22 rektorów uczelni technicznych oraz 6 uczelni stowarzyszonych, działających na obszarze Polski. Służy pogłębianiu więzi i współpracy między uczelniami. Została powołana do życia w 1989, pierwotnie jako Autonomiczna Konferencja Rektorów Wyższych Szkół Technicznych. Pod obecną nazwą konferencja funkcjonuje od 1996. KRPUT jako jedna z konferencji szkół wyższych jest członkiem Konferencji Rektorów Akademickich Szkół Polskich (KRASP), a przewodniczący KRPUT wchodzi w skład prezydium KRASP.

## Władze
Przewodniczącym KRPUT jest rektor wybierany spośród jego członków, piastowali tę funkcję kolejno:
- I: prof. Edmund Wittbrodt – rektor Politechniki Gdańskiej,
- II: prof. Mirosław Handke – rektor Akademii Górniczo-Hutniczej,
- III: prof. Jerzy Woźnicki – rektor Politechniki Warszawskiej,
- IV: prof. Ryszard Tadeusiewicz – rektor Akademii Górniczo-Hutniczej,
- V: prof. Jerzy Dembczyński – rektor Politechniki Poznańskiej,
- VI: prof. Jan Krysiński – rektor Politechniki Łódzkiej,
- VII: prof. Antoni Tajduś – rektor Akademii Górniczo-Hutniczej,
- VIII: prof. Tadeusz Więckowski – rektor Politechniki Wrocławskiej,
- IX: prof. Tadeusz Słomka – rektor Akademii Górniczo-Hutniczej,
- X: prof. Teofil Jesionowski – rektor Politechniki Poznańskiej[3].